# Sakizaya

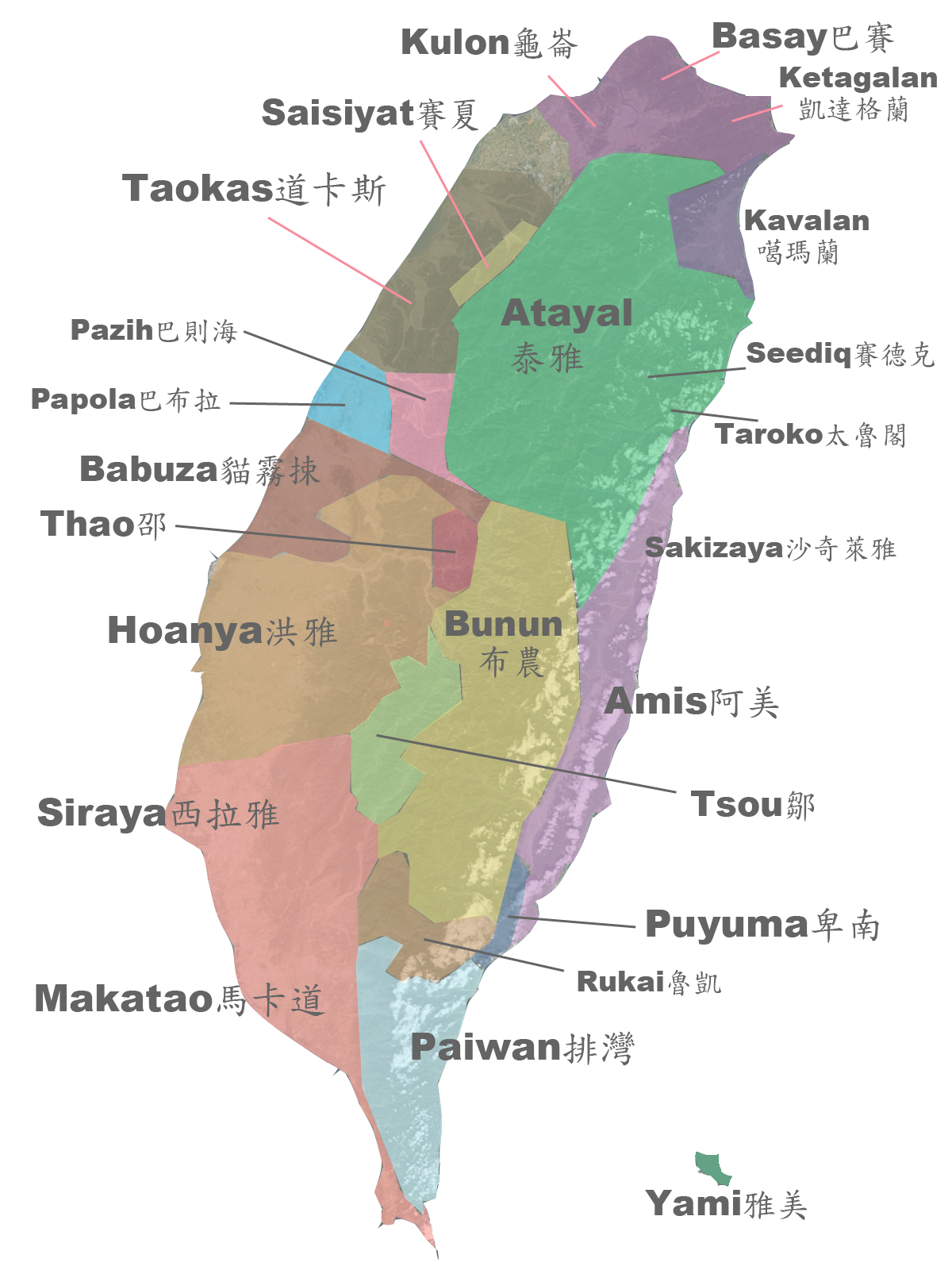
De aboriginaltalen in Taiwan. Het Sakizayataalgebied ligt in het oosten.

Sakizaya, ook Sakiray of Sakiraya, is een dialect van het Nataoraans Amis, een Centrale taal gesproken in Taiwan. De oppervlakte waar dit dialect wordt gesproken is erg klein en ligt aan de oostkust van het land.

## Classificatie
- Austronesische talen
  - Oost-Formosaanse talen
    - Centrale talen
      - Nataoraans Amis
        - Sakizaya

Cikosowaans · Kaliyawaans · Nataoraans · Natawraans · Pokpok · Ridaw · Sakizaya